# Erbdrostenhof

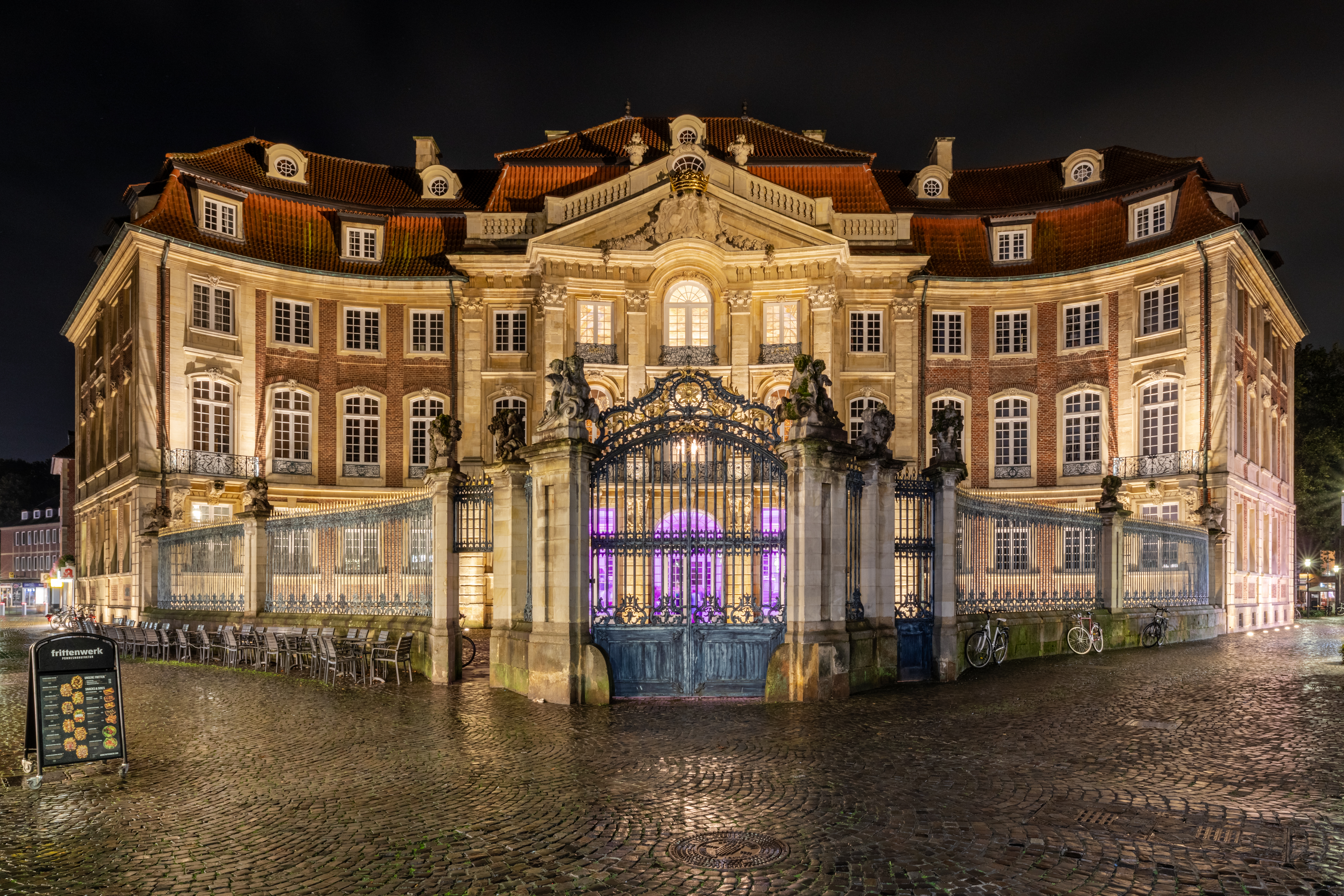
Erbdrostenhof

Der Erbdrostenhof ist ein barockes Adelspalais in Münster, gelegen an der Salzstraße 38. Er wurde nach Plänen von Johann Conrad Schlaun für den münsterschen Erbdrosten Adolf Heidenreich Freiherr Droste zu Vischering von 1753 bis 1757 erbaut. Bemerkenswert ist der dreiflügelige Bau durch seine hoch repräsentative Gestaltung auf sehr beengter Grundfläche. An der bildhauerischen Ausgestaltung war Johann Christoph Manskirch beteiligt. Die im Zweiten Weltkrieg zerstörten Fresken von Nikolaus Loder wurden 1965–1967 von Paul Reckendorfer rekonstruiert.
Die Stadt Münster sowie der Landschaftsverband Westfalen-Lippe (LWL) haben den Erbdrostenhof bis 2057 gepachtet. Er beherbergt heute (2018) Büroflächen des LWL und einen barocken Festsaal.

## Jüngere Geschichte
Nach Zerstörungen durch Luftangriffe auf Münster im Zweiten Weltkrieg  wurde das Gebäude in den Jahren von 1953 bis 1970 nach alten Plänen durch den Landschaftsverband Westfalen-Lippe wiederhergestellt. Insbesondere der rekonstruierte barocke Festsaal ist als herausragende Raumschöpfung zu nennen. Über viele Jahre beherbergte der Erbdrostenhof das Westfälische Amt für Denkmalpflege. Nach dessen Umzug in das Landeshaus Westfalen-Lippe zogen hier andere Kulturdienststellen des Landschaftsverbandes Westfalen-Lippe ein: das LWL-Museumsamt für Westfalen, die Historische Kommission, die Literaturkommission für Westfalen und die Droste-Forschungsstelle.
Die Folgen Wilsberg und die Tote im See, Tod auf Rezept und Die Wiedertäufer der Fernsehserie Wilsberg aus den Jahren 1999 bis 2007 zeigen in mehreren Aufnahmen die Fassade des Erbdrostenhofs. Der 2003 erschienene Film Blueprint mit der aus Dülmen stammenden Schauspielerin Franka Potente wurde ebenfalls unter anderem im Erbdrostenhof gedreht. Für die Folge Ein Fuß kommt selten allein der Fernsehreihe Tatort wurden 2015 Innen- sowie Außenaufnahmen am Erbdrostenhof aufgezeichnet. Der Erbdrostenhof bot nicht nur für Filmproduktionen die Kulisse, sondern wurde zugleich auch bei Vorstellungen der Fernsehserie Wilsberg als Freiluftkino genutzt.
Im Dezember 2011 kündigte der LWL eine Sanierung der Fassadenelemente aus Billerbecker Sandstein, deren Kosten sich auf rund 550.000 Euro belaufe, für den Sommer 2012 an. Die Sanierung wurde von Anfang Juli 2012 bis Ende Oktober 2012 durchgeführt. Dabei wurden sowohl gut 800 Quadratmeter Sandsteinfläche an der Fassade zur Salzstraße als auch weitere 230 Quadratmeter an der Front zur Ringoldsgasse gesäubert. Zuletzt war die Fassade über 20 Jahre unsaniert gewesen. Zudem wurden die über 50 Fenster, die zur Salzstraße und Ringoldsgasse gerichtet sind und in den 1950er-Jahren aus Pitchpine gefertigt wurden, aufgearbeitet. Die Sanierung der Fassade wurde mit 250.000 Euro aus dem zweckgebundenen Erbe eines kinderlosen Arztes aus dem Münsterland durch die Deutsche Stiftung Denkmalschutz gefördert. Es sei die Sanierung des Daches erforderlich. Ebenso stehe die Sanierung der rückseitigen Fassade aus.

## Historische Tasteninstrumente
Der LWL unterhält im Erbdrostenhof im Rahmen der landschaftlichen Kulturpflege eine Sammlung erlesener historischer Tasteninstrumente. So findet sich als Leihgabe des Grafen von Landsberg-Velen ein dreichöriges, zweimanualiges Ruckers-Cembalo von 1640, das zu den bedeutendsten historischen Tasteninstrumenten der Welt zählt. Dem interessierten Publikum werden die Instrumente alljährlich in den in Zusammenarbeit mit der Stadt Münster organisierten „Erbdrostenhofkonzerten“ zu Gehör gebracht.